# Aneulophus
Aneulophus, biljni rod od jedne ili dvije vrste grmova i drveća iz porodice kokovki raširen po tropskoj Africi. Tipična je vrsta Aneulophus africanus Benth., dok je Aneulophus congoensis, moguće njegov sinonim.
Rod je opisan u Genera Plantarum 1(1): 244. 1862.

## Sinonimi
- Aneulophus congoensis Gram; Bot. Tidsskr. 42: 416 (1934)